# George Hearst
George Hearst (Sullivan, 3 settembre 1820 – Washington, 28 febbraio 1891) è stato un imprenditore e politico statunitense, padre del magnate dei mass media William Randolph Hearst, che all'inizio del XX secolo creò uno dei più grandi imperi mediatici della storia. Risulta al 115º posto della lista degli uomini più ricchi di tutti i tempi.

## Biografia
Nacque vicino Sullivan, nel Missouri, e frequentò la scuola pubblica per l'istruzione primaria e si diplomò nel 1838, nonostante questo titolo di studio (comunque pregevole per l'epoca in cui viveva) veniva spesso indicato con soprannomi quali Almost Illiterate, che tradotto sarebbe Massima Ignoranza, questo a causa della sua passione per il poker, gli alcolici pesanti di varie marche e il tabacco.

### Cercatore d'oro e imprenditore
Hearst si diresse verso la California in cerca di fortuna (leggenda vuole che fece tutto il tragitto a piedi), arrivandoci nel 1850 e partecipando alla corsa all'oro. In quegli anni Hearst si distinse come abilissimo cercatore d'oro, e iniziò a mettere in piedi un'impresa di estrazione mineraria, a cui seguirono speculazioni in borsa e acquisti di proprietà terriere da adibire a fattoria nel Nevada.
Con i suoi soci fondò e diresse la Hearst, Haggin, Tevis and Co., proprietaria di diversi stabilimenti minerari importantissimi:
La compagnia crebbe fino a diventare la più grande impresa di estrazione mineraria privata degli USA e Hearst accrebbe la sua fama di Guru nell'arte di saper trovare filoni di metalli pregiati. Tra le varie attività secondarie del magnate vi era anche il piccolo giornale locale San Francisco Examiner, che sarà il punto di partenza della scalata alla ricchezza e al potere del figlio, capace di superare quella del padre.
Si stabilì a San Francisco nel 1862, e sposò Phoebe Apperson; con lei ebbe un figlio: William Randolph Hearst nato nel 1863. Hearst è stato membro della California State Assembly dal 1865 al 1866. In questi anni (1865) acquistò i 48.000 acri (194 km²) della proprietà del Piedras Blancas Ranch a San Simeon, California, il luogo dove il figlio edificherà la fastosa dimora Castello Hearst.
Negli ultimi anni di vita iniziò ad investire in allevamenti di cavalli, distinguendosi anche in questo settore. Dopo la sua morte, nel 1897, il figlio vendette le attività minerarie del padre ad un gruppo di investitori inglesi.

### Carriera politica
Fu il candidato democratico alla carica di Governatore della California nel 1882, ma venne sconfitto. Divenne anche Senatore in sostituzione del deceduto John F. Miller dal 23 marzo 1886 al 4 agosto dello stesso anno, giorno dell'elezione del suo successore. In seguito venne regolarmente eletto al Senato degli Stati Uniti (sempre con i democratici) e ricoprì la carica ininterrottamente dal 4 marzo 1887 al giorno della sua morte.

### Morte
Hearst si spense a Washington, D.C. il 28 febbraio 1891, all'età di 70 anni. È sepolto insieme alla moglie Phoebe al cimitero Cypress Lawn Cemetery a Colma, in California. In sua memoria è stato dedicato l'Hearst Memorial Mining Building